# Грифов Слонски
Грифов Слонски (пољ. Gryfów Śląski) град је у Пољској у Војводству доњошлеском. По подацима из 2012. године број становника у месту је био 6988.
.

## Становништво
| 2012. |
| ----- |
| 6.988 |

## Партнерски градови
- Грифице
- Бишофсверда